# Wladislaus Switalski

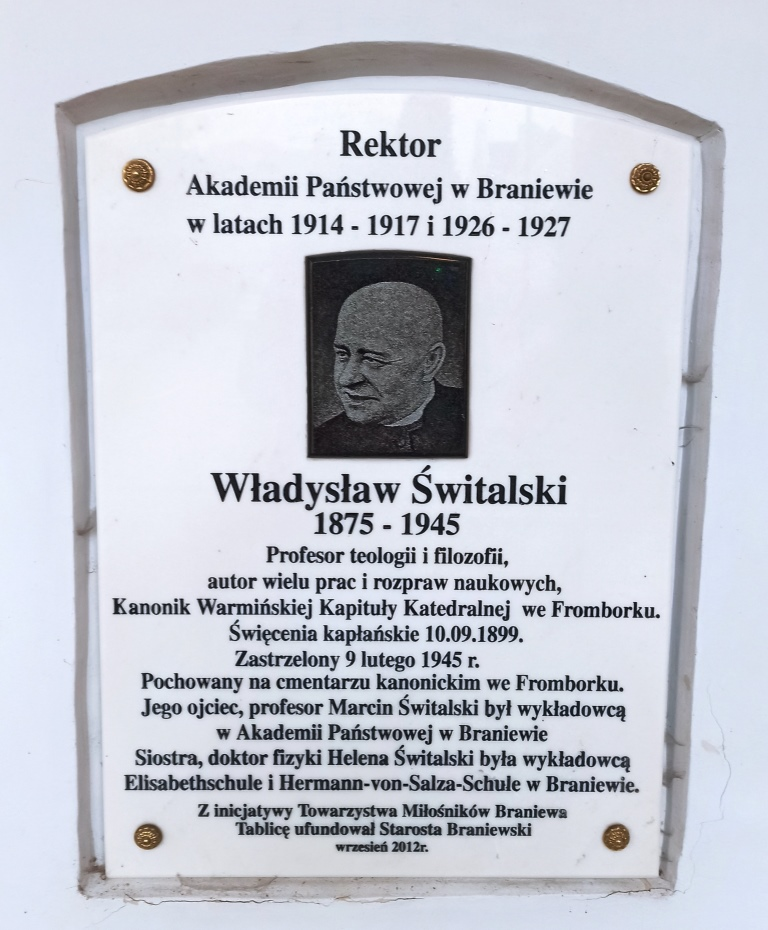
Die Gedenktafel an der Frontwand des ehemaligen Lyceum Hosianum in Braniewo

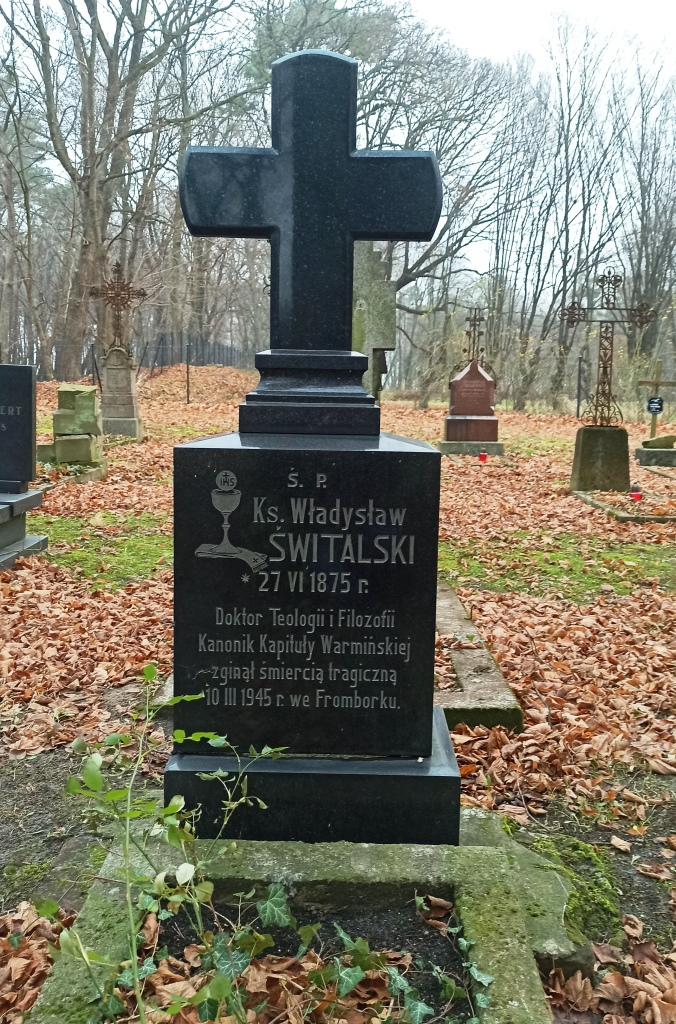
Der Grabstein in Frauenburg

Wladislaus Switalski (* 27. Juni 1875 in Kąkolewo/Kankel, Gmina Osieczna, Kreis Lissa; † 9. Februar 1945 in Frauenburg) war ein deutscher römisch-katholischer Geistlicher, Philosoph, Hochschullehrer und Märtyrer.

## Leben
Bronislaus Wladislaus Switalski (polnisch: Władysław Bronisław Świtalsk) wuchs ab 1890 in Braunsberg auf, wo sein Vater Mathematiklehrer am Gymnasium und Lektor für Polnisch am Lyceum Hosianum war. Er machte 1893 Abitur und studierte anschließend am Lyceum Hosianum katholische Theologie. 1897 wechselte er zum Philosophiestudium an die Universität München und wurde dort 1900 promoviert. Am 10. September 1899 wurde er in Frauenburg zum Priester geweiht.
Nach einer Zeit als Kaplan in Allenstein studierte er 1902–1903 in Breslau und lehrte ab 1903 am Lyceum Hosianum als Professor (ab 1907 als Ordinarius). 1914–1917 und 1926–1927 war er Rektor der Hochschule. Im Auftrag von Kardinal Karl Joseph Schulte gründete er 1922 in Bonn als außeruniversitäre Einrichtung die Albertus-Magnus-Akademie mit dem Auftrag, „unter Anknüpfung an die Fülle des bereits gesicherten Forschungsgutes den Gehalt besonders der klassischen Werke der scholastischen Philosophie, in erster Linie der thomistischen, aus den Quellen festzustellen und mit dem Rüstzeug moderner wissenschaftlicher Methodik kritisch und systematisch zu verarbeiten“. Bis 1927 gab er die Veröffentlichungen der Akademie heraus. 1923 verlieh ihm die Universität Bonn die Ehrendoktorwürde. 1932 wurde er zum Domherrn in Frauenburg ernannt.
Als Mitglied der Zentrumspartei erlitt er im Sommer 1933 eine Hausdurchsuchung durch die Nationalsozialisten. Dass sich in Braunsberg seine Professorenkollegen Karl Eschweiler und Hans Barion offen zum Nationalsozialismus bekannten, betrübte ihn. Während ihrer vorübergehenden Suspendierung durch Rom 1934–1935 wurde er von Bischof Maximilian Kaller mit der Ersatzlehre beauftragt. Daneben war er im Bistum Dezernent für religiöses Unterrichtswesen.
Nach dem Einmarsch der Roten Armee wurde er in Frauenburg am 9. Februar 1945 von einem Rotarmisten erschossen. Sein Grab befindet sich auf dem Domherrenfriedhof der Stadt.

## Gedenken
Die Römisch-katholische Kirche in Deutschland hat Wladislaus Switalski als Märtyrer aus der Zeit des Nationalsozialismus in das deutsche Martyrologium des 20. Jahrhunderts aufgenommen. An der Frontwand des ehemaligen Lyceum Hosianum in Braniewo ist eine Gedenktafel in polnischer Sprache für ihn angebracht.

## Werke
- Geist und Gesinnung. 3 akademische Reden. In: Vorlesungsverzeichnis der Staatlichen Akademie zu Braunsberg im Sommersemester 1933.
- Deuten und Erkennen. Ein Beitrag zur Wissenschaftslehre. In: Vorlesungsverzeichnis der Staatlichen Akademie zu Braunsberg im Sommersemester 1928.
- Probleme der Erkenntnis. Gesammelte Vorträge und Abhandlungen. 2 Bde. Aschendorff, Münster 1923.
- Kant und der Katholizismus. Aschendorff, Münster 1923.
- Die Bedeutung des Studiums der Scholastik für die Gegenwart und die Aufgaben der Albertus-Magnus-Akademie zu Köln. In: Theologie und Glaube 15, 1923.
- Der Wahrheitssinn. Ein Beitrag zur Psychologie des Erkennens. In: Verzeichnis der Vorlesungen am Kgl. Lyceum Hosianum zu Braunsberg. SS 1917, S. 1–63.
- Zur Psychologie der Greuel-Aussagen. In: Deutsche Kultur, Katholizismus und Weltkrieg. Eine Abwehr des Buches La guerre allemande et le catholicisme. Herder, Freiburg im Breisgau 1915, S. 149–172.
- Vom Denken und Erkennen. Eine Einführung in das Studium der Philosophie. Kösel, München 1914.
- Zur Analyse des Subjektsbegriffs. Eine logisch-psychologische Studie. In: Verzeichnis der Vorlesungen am Kgl. Lyceum Hosianum zu Braunsberg. SS 1914, S. 1–57.
- Der Wahrheitsbegriff des Pragmatismus nach William James. Eine erkenntniskritische Studie. In: Verzeichnis der Vorlesungen am Kgl. Lyceum Hosianum zu Braunsberg 1910, S. 3–58.
- Das Leben der Seele. Bender, Braunsberg 1907.
- Das deutsche Volkstum und die Vaterlandsliebe nach Fichtes Reden an die deutsche Nation. Grimme, Braunsberg 1906.
- Die erkenntnistheoretische Bedeutung des Citats. Ein Beitrag zur Theorie des Autoritätsbeweises. In: Verzeichnis der Vorlesungen am Kgl. Lyceum Hosianum zu Braunsberg. SS 1905, S. 3–22.
- Des Chalcidius Kommentar zu Plato’s Timaeus. Eine historisch-kritische Untersuchung. Aschendorff, Münster 1902.
- Des Chalcidius Kommentar zu Plato’s Timaeus. Dissertation, München 1899.